# 伊恩·马尔科姆 (侏罗纪公园)
伊恩·马尔科姆博士（Dr. Ian Malcolm）是由迈克尔·克莱顿创作的在《侏罗纪公园》系列中登场的一个虚构人物，由杰夫·高布伦饰演。马尔科姆是一位天才数学家，专门研究混沌理论。这个角色的创作灵感部分来自美国科学史学家詹姆斯·格雷克和法国数学家伊瓦尔·埃克兰。在克莱顿1990年的小说《侏罗纪公园》及其1993年版电影改编中，马尔科姆受保险律师唐纳德·杰纳罗（Donald Gennaro）的邀请，前往约翰·哈蒙德的恐龙主题公园——“侏罗纪公园”视察潜在问题。在小说作者克莱顿的设定中，马尔科姆的角色是为了让他代表观众，在面对各种情境时表达疑虑和见解。马尔科姆在原著小说中是配角，但由于杰夫·高布伦在史蒂文·斯皮尔伯格执导的电影改编中的精彩表现而受到观众的喜爱，他在续集《失落的世界》中成为主角。
杰夫·高布伦因在《侏罗纪公园》中饰演伊恩·马尔科姆一角而声名大噪。马尔科姆也已成为高布伦最受欢迎的角色之一，并在许多流行文化中被多次呈现。这个角色的标志性台词“生命总会找到自己的出路（Life finds a way）”已成为高布伦和《侏罗纪公园》系列的代名词，马尔科姆也被公认为该系列中最经久不衰的角色。

## 虚构人物传记
在克莱顿的小说中，伊恩·马尔科姆博士与古生物学家艾伦·格兰特博士以及古植物学家艾丽·萨特勒博士一起受聘于国际遗传公司首席执行官约翰·哈蒙德，作为顾问对侏罗纪公园提出意见。侏罗纪公园是一座位于偏远的努布拉岛上的主题公园，以通过基因技术重现的恐龙为特色。马尔科姆对于这个主题公园的想法最为悲观，他认为哈蒙德和他的科学家没有花时间和精力去充分理解他们正在创造的东西。尤其是，他指出哈蒙德声称通过绝育和管理繁殖来控制恐龙的做法是愚蠢的，因为在生物学问题上有太多不可预测的变量。
就在众人参观公园期间，园区管理团队内心怀不满的电脑系统管理员丹尼斯·内德里（Dennis Nedry）切断了园区内设施的电源，以便获取恐龙胚胎卖给其他公司。内德里的举动也导致园区防护电围栏被关闭，让恐龙得以逃离围场。伊恩·马尔科姆遭到一只霸王龙的袭击，导致腿骨折。随后，马尔科姆被公园管理员罗伯特·马尔登（Robert Muldoon）和律师唐纳德·杰纳罗（Donald Gennaro）发现，并带回一间小屋，由公园兽医杰里·哈丁（Gerry Harding）照顾。哈丁给马尔科姆注射了吗啡，马尔科姆在接下来的时间里一边大声谈论科学和哲学，一边试图帮助其他幸存者。他的情况不断恶化，等到哥斯达黎加空军抵达努布拉岛时，据说马尔科姆已经因伤去世。
在续集《失落的世界》中，揭示了先前宣称伊恩·马尔科姆死亡的消息为时过早，他最终得救了。马尔科姆在这一集中升级为主角，故事从他发表一场关于灭绝和混沌理论的演讲开始。据称，马尔科姆曾与莎拉·哈丁约会过，他们至今仍是朋友。古生物学家理查德·莱文（Richard Levine）找到马尔科姆和莎拉，希望他能帮忙寻找“失落的世界”。尽管马尔科姆多次拒绝这一提议，但他最终还是让步并前往索纳岛。马尔科姆在与另一只霸王龙的遭遇中再次伤到了腿，但幸存了下来。

## 电影改编
由史蒂文·斯皮尔伯格执导的克莱顿小说改编电影中，杰夫·高布伦饰演伊恩·马尔科姆一角。与原著不同的是，马尔科姆在电影中并未被宣布死亡，而是被霸王龙重伤。在电影中，马尔科姆的受伤是由于他试图引诱霸王龙远离载有蒂姆和莱克斯·墨菲（Tim & Lex Murphy）的车。而在小说中，马尔科姆的受伤源于他自身的懦弱（更像是电影中律师唐纳德·杰纳罗的死亡一样），这一改动是由高布伦自己建议的。高布伦在续集《侏罗纪公园：失落的世界》中重新出演了该角色，并在《侏罗纪世界2》中以同一角色回归为配角，并在《侏罗纪世界3》中与萨姆·尼尔（回归饰演艾伦·格兰特）和劳拉·邓恩（饰演艾丽·萨特勒）联袂出演。一些影迷认为，马尔科姆从第一部电影到《失落的世界》中的性格变化过大，有人推测他在侏罗纪公园之行后患上了创伤后应激障碍。
在第一部电影中，马尔科姆结过几次婚，有三个孩子。由于杰夫·高布伦在史蒂文·斯皮尔伯格执导的电影改编中的精彩表现而受到观众的喜爱，他在续集《失落的世界》中成为了主角。马尔科姆的其中一个孩子凯莉·柯蒂斯（Kelly Curtis）也在《失落的世界》中出场。

## 角色创作
伊恩·马尔科姆这个角色的创作灵感部分来自美国科学史学家詹姆斯·格雷克和法国数学家伊瓦尔·埃克兰。在杰夫·高布伦被选中出演之前，喜剧演员金·凯瑞曾试镜伊恩·马尔科姆这个角色。电影的选角导演珍妮特·赫希森（Janet Hirschenson）认为高布伦是这个角色的完美人选，而在谈到凯瑞的试镜时表示他的“表现也非常出色，但我想我们很快就都爱上了杰夫的想法”。演员卡梅隆·索尔最初也曾试镜马尔科姆一角，后来才得到道奇森（Dodgson）这一角色。在小说中，马尔科姆说他只穿黑色衣服，这样就不用费心思考虑穿什么。这一特征与高布伦早期作品《变蝇人》中的角色赛斯·布朗多相似。马尔科姆的台词“必须跑得更快（must go faster）”后来被高布伦在电影《独立日》中饰演的角色大卫·莱文森（David Levinson）再次使用。

## 评价
杰夫·高布伦饰演的伊恩·马尔科姆广受影迷和评论家的好评。马尔科姆是《侏罗纪公园》系列中最受欢迎的角色，也是高布伦最受欢迎的角色之一。高布伦凭借在《侏罗纪公园》中的出色表现获得土星奖最佳男配角提名，与饰演丹尼斯·内德里（Dennis Nedry）的韦恩·奈特共同角逐该奖项，但两人最终都输给了兰斯·亨利克森在《终极标靶》中的表现。高布伦还凭借在《侏罗纪公园：失落的世界》中的出色表演获得了百视达娱乐奖最受欢迎科幻男演员提名。
杰夫·高布伦在《侏罗纪世界2》中的过少的戏份和片方过度的营销受到了该系列影迷的批评。他们认为影片的宣传过于依赖高布伦回归饰演伊恩·马尔科姆这一点，但这位演员实际上只在电影开头和结尾的两个短暂场景中出现。漫画资源网的蒂莫西·多诺霍（Timothy Donohoo）对马尔科姆在《侏罗纪世界3》中的角色塑造提出了批评，称这部电影是马尔科姆在整个系列中表现最差的一部。多诺霍写道，前两部电影将马尔科姆描绘成“一个愤世嫉俗的理性声音”，而《侏罗纪世界3》则“将他简化为一个提供无聊笑料的角色”，并认为高布伦本质上就是在扮演他自己。

## 影响

杰夫·高布伦以敞开衬衫的形象饰演的伊恩·马尔科姆，人们普遍认为这一角色已经成为了性感符号。

伊恩·马尔科姆已经成为杰夫·高布伦最具代表性和最常被提及的角色之一。马尔科姆与另一个角色亨利·吴博士在整个系列中的四部电影中都有出场，比其他角色都多。而马尔科姆这一角色也曾在不同的恐龙研究中被提及，他在电影中的台词“生命总会找到自己的出路”也常被提及，而这句话也已经成为侏罗纪公园系列电影和高布伦本人的代名词。由于马尔科姆在一个桥段中与艾丽·赛特勒讨论混沌理论，这一角色也重新激发了人们对混沌理论的兴趣。
马尔科姆在第一部电影中敞开衬衫的场景，被广泛认为是该角色是的高布伦成为性感偶像的主要原因。这一姿势成为许多纹身、网络迷因和Funko玩偶的主题，甚至在伦敦的波茨菲尔德公园还树立了一座马尔科姆的雕像。